# Ilwaco
Ilwaco é uma cidade localizada no estado norte-americano de Washington, no Condado de Pacific.

## Demografia
Segundo o censo norte-americano de 2000, a sua população era de 950 habitantes.
Em 2006, foi estimada uma população de 997, um aumento de 47 (4.9%).

## Geografia
De acordo com o United States Census Bureau tem uma área de
6,1 km², dos quais 5,3 km² cobertos por terra e 0,8 km² cobertos por água.

## Localidades na vizinhança
O diagrama seguinte representa as localidades num raio de 24 km ao redor de Ilwaco.